# Elżbieta Krzesińska
Elżbieta Maria Krzesińska (Varsavia, 11 novembre 1934 – Varsavia, 29 dicembre 2015) è stata una lunghista polacca.

## Biografia
La sua prima esperienza olimpica fu alle Olimpiadi del 1952 a Helsinki, arrivando solo dodicesima.
Alle Olimpiadi di Melbourne nel 1956, gareggiando per la sua nazione nativa, vinse la medaglia d'oro nel salto in lungo con 6,35 metri (eguagliando il record del Mondo stabilito da lei in precedenza).
Alla successiva edizione olimpica, nel 1960 a Roma, provò a difendere il titolo conquistato, ma venne battuta dalla russa Vera Krepkina per soli 10 centimetri.
Ai campionati polacchi di atletica leggera, vinse 7 titoli nel salto in lungo (1952, 1953, 1954, 1957, 1959, 1962, 1963), negli 80 metri ostacoli vinse un titolo nel 1957, nel pentathlon vinse due titoli (1953 e 1962).
Nel 1954 agli europei di atletica leggera a Bernaarrivò terza dietro Jean Desforges e Aleksandra Čudina. Lo stesso anno vinse alle Universiadi di Budapest le medaglie d'oro nel salto in lungo e nel pentathlon.
Nel 1962 arrivò seconda, dietro Tat'jana Ščelkanova, ai campionati europei di atletica leggera a Belgrado.
Risiedette per molti anni negli Stati Uniti d'America dal 1981 al 2000, salvo poi tornare a Varsavia.

## Palmarès

### Olimpiadi

#### Melbourne 1956
- Medaglia d'oro nel salto in lungo con 6,35 metri

#### Roma 1960
- Medaglia d'argento nel salto in lungo con 6,27 metri

### Europei

#### Berna 1954
- Medaglia di bronzo nel salto in lungo

#### Belgrado 1962
- Medaglia d'argento nel salto in lungo

### Universiadi
- Medaglia d'oro a Budapest nel salto in lungo